# Pagano Doria
Pagano Doria, detto 'Paganino' (Genova, fine del XIII secolo – XIV secolo), è stato un ammiraglio italiano della famiglia genovese dei Doria. Fu il capo vittorioso delle forze navali genovesi nella Guerra degli Stretti contro la Repubblica di Venezia e il Regno d'Aragona a metà del XIV secolo.

## Biografia

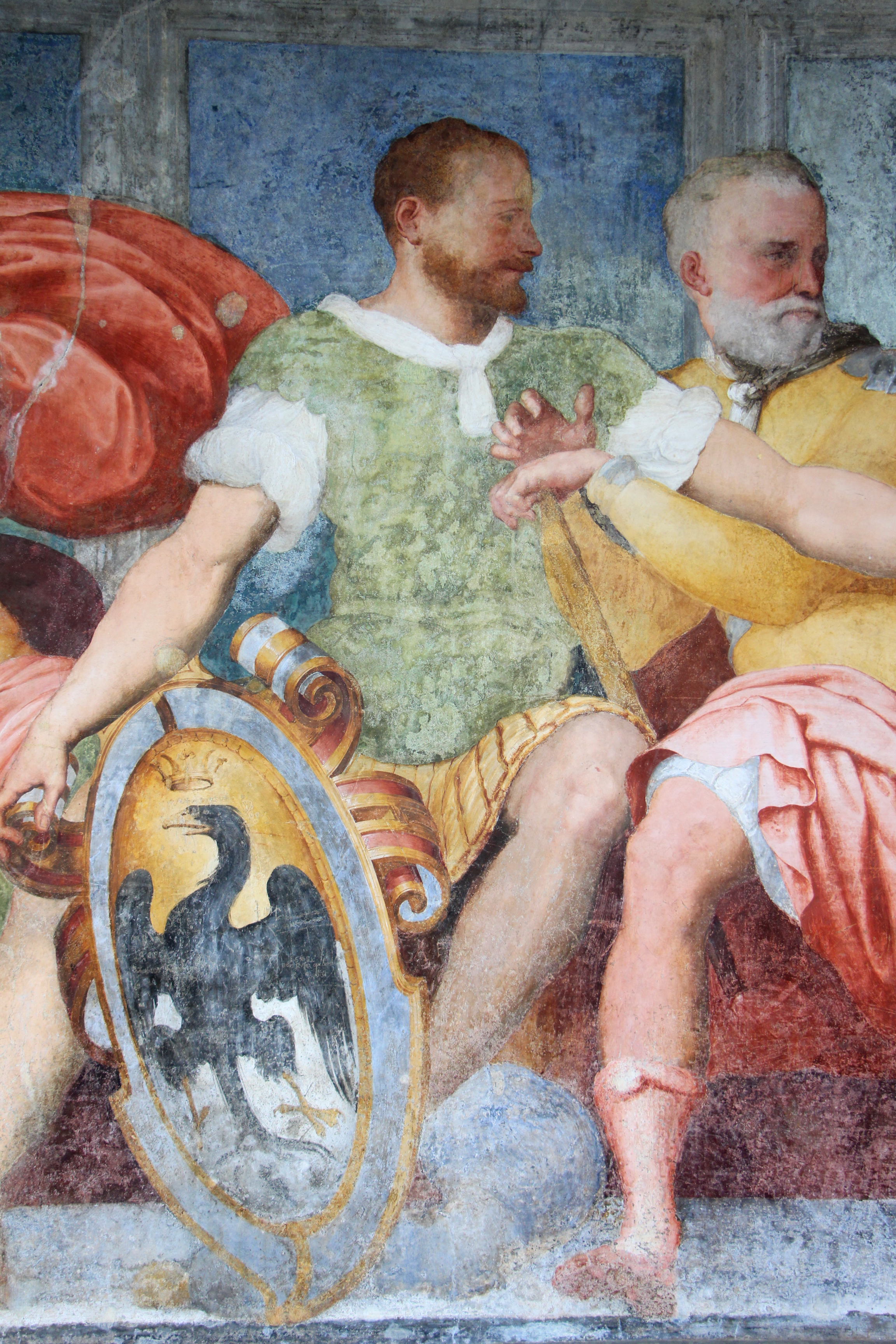
Paganino Doria da Perin del Vaga nella Loggia degli Eroi (1529-32, Palazzo del Principe, Genova).

### Origine
Nacque a Genova alla fine del XIII secolo da Gregorio di Niccolò Doria, ricco mercante e corsario, costruttore d'una potente flotta privata e comandante d'una squadra nella guerra contro i pisani nel 1291. Era probabilmente insieme al padre quando i Doria furono usciti della città di Genova a causa delle lotte interne, riammessi solo nel 1307 dopo le trattative guidate da Oberto Doria, cugino primo del padre.

### Prime notizie
Appare per la prima volta nel 1314 al commando d'una galea, e dopo nel 1332 come procuratore del cugino Tommaso nella vendita d'una terra nel savonese.

## Guerra degli Stretti

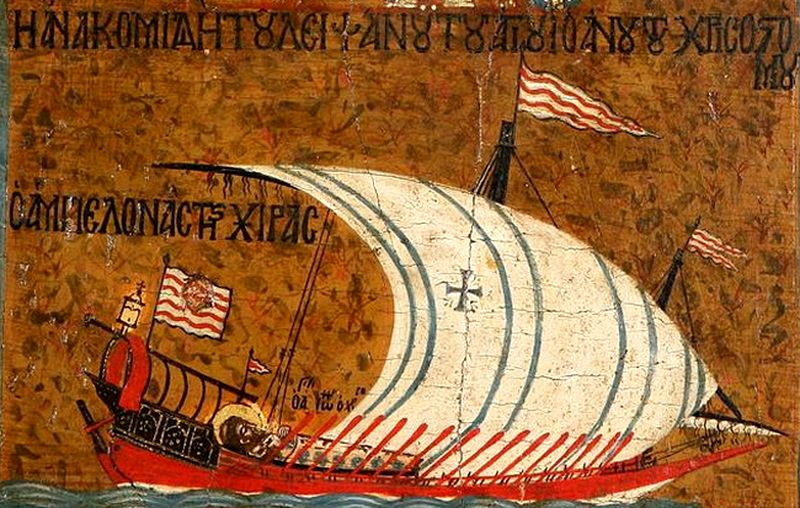
Dipinto del XIV secolo di una galea sottile, proveniente da un'icona al Museo bizantino e cristiano di Atene.

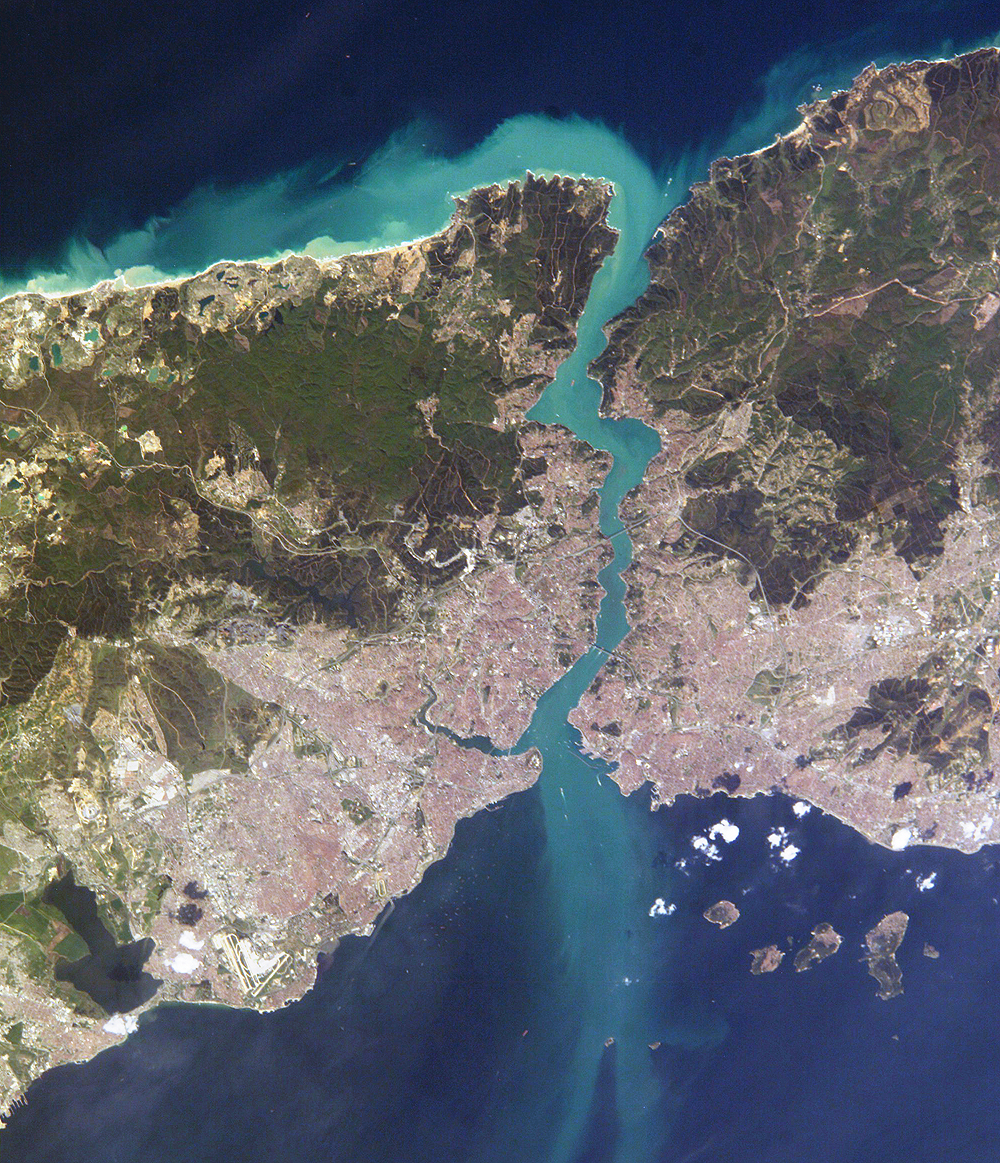
Stretto del Bosforo e Isole dei Principi

Nel luglio 1351 venne nominato dal doge Giovanni da Valente ammiraglio d'una flotta di 64 galee armate dalla Compagna Magna Venetorum, creata a Genova per combattere i veneziani e aragonesi nelle lotte per il controllo dello Stretto del Bosforo, il Mar Nero, e il trono imperiale a Costantinopoli. L'atto arriva in risposta all'assedio del quartiere genovese di Pera guidato dal ammiraglio veneto Niccolò Pisani in marzo dello stesso anno.

### Assedio di Negroponte
Nel 13 luglio l'armata partì da Genova cercando le flotte nemiche al largo di Sicilia, e poi nel Adriatico. Dopo la cattura d'una galea veneziana a Corfù, i genovesi continuarono per la costa greca verso Negroponte, dominio veneziano che assediarono fino all'arrivo della flotta veneta di 22 comandata da Niccolò Pisani.  Le due flotte s'incontrarono al largo di Modone, anche se l'assedio di Negroponte durò fino a ottobre, quando i genovesi furono costretti a rinunciare per l'imminente arrivo d'una nova flotta veneto-aragonese di 52 galee comandata da Pancrazio Giustinian e il barone Poncio de Santa Pau. 

### Battaglia del Bosforo
Nel ottobre 1351 la flotta genovese trova rifugio a Chios, Eraclea e finalmente a Pera, dove rimane per parte dell'inverno. Il 13 febbraio 1352 il Doria riceve notizie dell'arrivo delle 74 galee della flotta veneto-aragonesa all'acque vicine, guidando le 64 galee della flotta genovese per affrontare i nemici. Le due flotte s'incontrarono all'altezza dell'Isole dei Principi dove mancarono solo due ore a causa del forte vento, favorevole agli alleati. La tempesta forza ai genovesi al interno del stretto del Bosforo, all'altezza di Beşiktaş, dove furono perseguite dagli alleati. La battaglia, sanguinosa e caotica, in parte a causa della forte tempesta, è stata definita come "uno dei più grandi scontri navali del Medioevo", e le perdite furono tante che anche i ammiragli Giustinian e Santa Pau persero la vita. La burrasca divise le due flotte in diversi gruppi irregolari che combattono isolate tutta la notte, anche la capitana del Doria se confronta sola con tre galee della Serenissima, assistito solo dalla corrente che sfrutta a suo favore per riconquistare il vantaggio. All'alba i genovesi avevano perso 23 galee e i alleati 24, anche se i morti erano 700 per i genovesi e più di 4000 per i veneto-aragonesi. Tra i morti erano anche il viceammiraglio aragonese Bernardo de Ripoll, e i principali capitani veneti, tra cui Tommaso Gradenigo, Stefano Contarini, Giovanni Steno e Benedetto Bembo. Per mandato dell'ammiraglio Pisani, il capitano Giovanni Dolfin, ancora ambasciatore veneto a Costantinopoli, fece ritorno a Venezia e conferma al senato la vittoria genovese. Nel 6 maggio 1352 l'imperatore Giovanni VI Cantacuzeno firma la pace con i genovesi, rinnovando la proprietà di Galata e le condizioni stipulate al Trattato di Ninfeo.

### Battaglia di Sapienza
L'anno successivo i veneziani si allearono con i catalani sconfiggendo la flotta di Genova guidata da Antonio Grimaldi al largo delle coste della Sardegna. A Genova furono uccisi 2.000 uomini e 3.500 furono fatti prigionieri. Doria fu richiamato nel 1354: devastò Parenzo sulle costa dell'Adriatico e catturò completamente la flotta veneziana nella battaglia di Sapienza, tra le fortezze di Modone e Navarino o Zonklon (Pylos) nel sud della Grecia. Questo brillante successo ha posto fine alla guerra. Marino Faliero, Doge di Venezia , accettò i termini di pace imposti da Genova e accettò di pagare un indennizzo di 200.000 fiorini. 
Nel 1356 viene però esiliato dal doge Simone Boccanegra. Non si hanno più notizie su di lui dopo l'anno successivo.